# Torneo de Múnich 2014
El Torneo de Múnich 2014 o BMW Open es un evento de tenis perteneciente a la ATP en la categoría ATP World Tour 250. Se disputa desde el 28 de abril hasta el 4 de mayo de 2014, sobre tierra batida.

## Cabezas de serie

### Individuales masculinos
| Tenista               | Ranking | Preclasificado |
| Fabio Fognini         | 13      | 1              |
| Tommy Haas            | 14      | 2              |
| Mijaíl Yuzhny         | 15      | 3              |
| Gaël Monfils          | 24      | 4              |
| Philipp Kohlschreiber | 26      | 5              |
| Feliciano López       | 30      | 6              |
| Andreas Seppi         | 35      | 7              |
| Ivan Dodig            | 37      | 8              |

### Dobles masculinos
| Tenista                           | Ranking | Preclasificado |
| Eric Butorac Raven Klaasen        | 55      | 1              |
| Juan Sebastián Cabal Robert Farah | 60      | 2              |
| Jamie Murray John Peers           | 67      | 3              |
| Tomasz Bednarek Marin Draganja    | 94      | 4              |

## Campeones

### Individuales
Martin Kližan venció a  Fabio Fognini por 2-6, 6-1, 6-2

### Dobles masculinos
Jamie Murray /  John Peers vencieron a  Colin Fleming /  Ross Hutchins por 6-4, 6-2